# KEKK Kabarett & Engagierte Kleinkunst

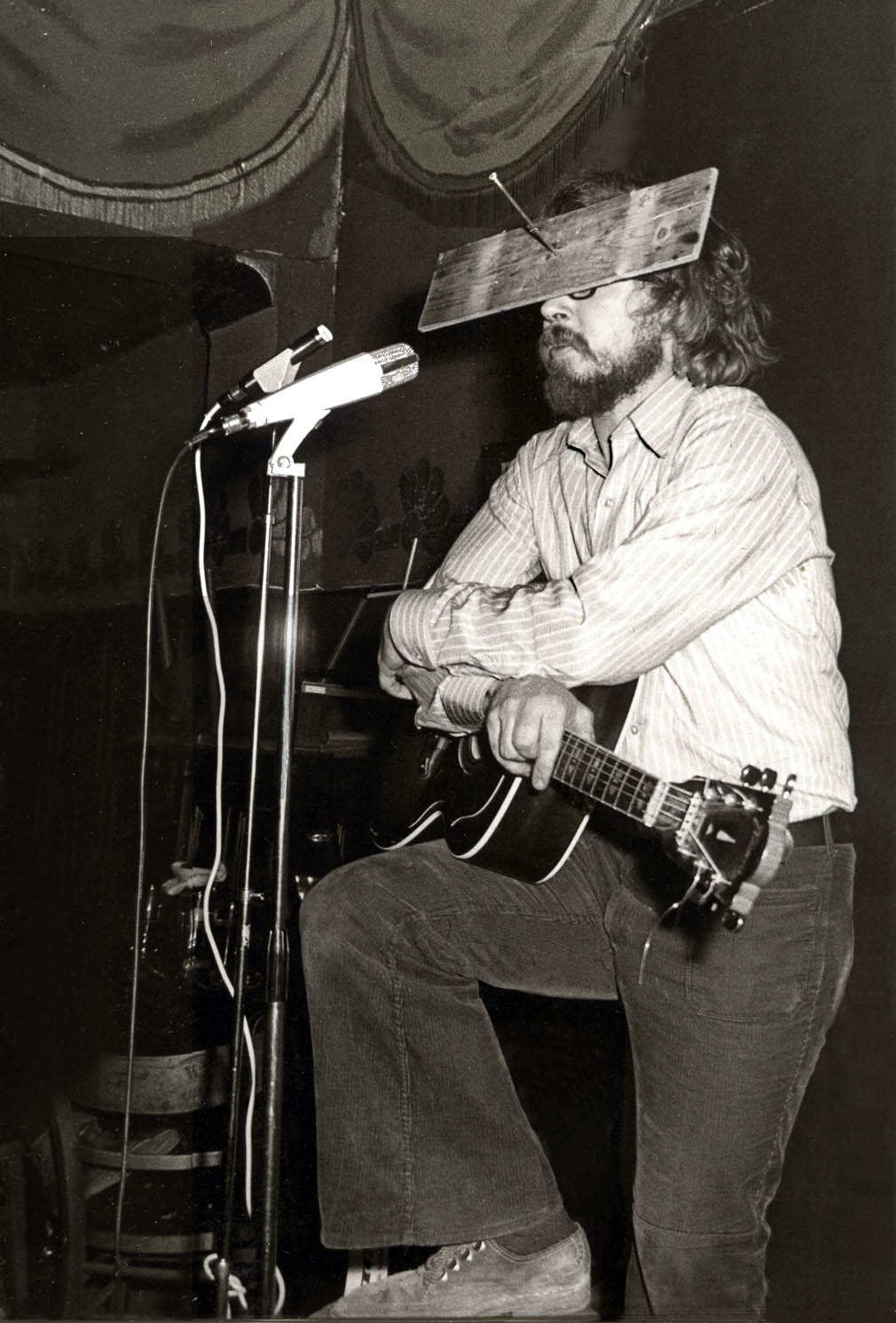
Helmuth von der Vogelweide auf der KEKK-Bühne 1971

Im April 1971 gründete der Student Helmut Wagner (1945–1995), der sich Helmuth von der Vogelweide nannte, die Schwabinger Kleinkunstbühne KEKK Kabarett & Engagierte Kleinkunst im Saal der legendären Gaststätte 'Witwe Bolte' in der Amalienstraße 87 hinter der Münchner Ludwig-Maximilians-Universität.
Jede der stets gut besuchten Vorführungen beendete Helmuth von der Vogelweide mit dem Klassiker "Das Lied vom sanften Reh", einer humorvollen Eigenkomposition, bei der das Publikum (und darunter besonders die zahlreichen Stammgäste) lauthals mitsangen.
Von Anfang an waren Christian Eckardt, Rolf Dieter Preller und Ralph Schicha mit dabei; noch im selben Jahr kamen Klaus Irmscher und Hanns Meilhamer dazu – alle kaum älter als 20 Jahre.
Sie führten die Brettl-Tradition Schwabings fort und boten mit überwiegend eigenen Werken vor allen Dingen gleichaltrigen Studenten eine Alternative zu etablierten Kabarettbühnen.
Bereits einen Monat nach der KEKK-Gründung schrieb Jürgen von Hollander am 27. Mai 1971 in der Süddeutschen Zeitung über das neue 'Kabarett im Hinterhaus': "In den nicht so ordentlichen Kabaretts ist der nicht so ordentliche Geist Schwabings mehr zu Hause als in den ordentlichen. Welch ein Freude also: Es ist wieder ein nicht so ordentliches Kabarett da."
Der zunehmende Erfolg ließ die Veranstaltungen von einem auf drei Abende pro Woche anwachsen; das Bayerische Fernsehen rückte mit einem Aufnahmeteam an.
Aber im März 1972 wurde KEKK heimatlos: die 'Witwe Bolte' samt Saal im Hinterhaus musste dem Bau der Amalienpassage weichen. Nach einem Umweg über Haidhausen landete KEKK im Herbst 1972 wieder in einem Hinterhof in Uni-Nähe: der Gabelsberger Brauerei. Inzwischen hatte sich das KEKK-Ensemble um Jürgen Uter und Heinz Spengler erweitert und konnte nun eine erstaunliche Programmvielfalt aus den eigenen Reihen bieten: politische und satirische Lieder und Texte, bayerischen Hintersinn, Parodien und Sketche.
Im Mai 1974 zog KEKK zum letzten Mal um: in den 'Fäustlegarten' in der Kaiserstraße 67 in Schwabing. Diese etwas dubiose Wirtschaft, die nur an den Veranstaltungsabenden vom KEKK-Publikum im Hintersaal gut besucht war, wurde 1976 von Henry Heppel und Wolfgang Ettlich übernommen und als Heppel & Ettlich schnell zu einer florierenden Szene-Kneipe; KEKK feierte zu diesem Zeitpunkt sein fünfjähriges Bestehen.
1977 wurde dem KEKK-Ensemble der Schwabinger Kunstpreis verliehen als Repräsentanten von genuinem Schwabing, wie Hans-Reinhard Müller, der damalige Intendant der Münchner Kammerspiele, dem Team in seiner Laudatio bescheinigte.
Aber die Stamm-Crew zerbröckelte: Helmuth von der Vogelweide, Hanns Meilhamer, Ralph Schicha und Jürgen Uter schieden noch 1977 aus.
Neue Mitglieder kamen dazu: Holger Paetz, Josef Wittmann, Sigi Aldenhoff; später Ecco Meineke und viele andere, bis sich KEKK Anfang der 1990er Jahre endgültig auflöste.
Heppel & Ettlich existierte bis Ende Juli 2009 als Theaterkneipe. Als Privattheater führt es den Spielbetrieb im Drugstore in der Feititzstraße weiter.
Neben den Mitgliedern des KEKK-Ensembles traten viele weitere Künstler als Gäste auf bzw. gaben Gastspiele im KEKK wie z. B. Christof Stählin, Jörg Hube, Sigi Zimmerschied und Georg Ringsgwandl.

## Auszeichnung
- Schwabinger Kunstpreis 1977

## Weblink
- KEKK Informationen